# RakNet
RakNet — кроссплатформенный сетевой движок разработанный Oculus VR для использования в игровой индустрии.

## Описание
RakNet предоставляет средства для интеграции в игры функций сетевого взаимодействия поверх различных типов сетей.
Предоставляются средства репликации объектов, удалённого вызова процедур, организации общения пользователей, создания защищённых соединений, ведения лога SQL-запросов в режиме реального времени, обновления с использованием бинарных патчей.
Для организации взаимодействия пользователей предлагается реализация голосового чата (с поддержкой Port Audio, FMOD и DirectSound) и интерфейса общения внутри группы c поддержкой друзей, комнат и рейтинга. Каналы связи могут создаваться как поверх TCP, так и поверх UDP, при этом RakNet предоставляет средства для автоматического контроля перегрузки, группировки сообщений по нескольким каналам, слияния и разделения сообщений, пересборки пакетов. Также предоставляются встроенные средства для обхода NAT.

## Поддерживаемые операционные системы
- Microsoft Windows
- PlayStation 3
- PlayStation 4
- Xbox 360
- Xbox One
- Games for Windows — Live
- PlayStation Vita
- Linux
- Mac OS X
- iOS
- Android с Cygwin
- Windows CE

## Разработка
7 июля 2014 года Oculus VR сообщила о прекращении развития RakNet как проприетарного продукта и продолжении разработки в форме открытого проекта. Код RakNet был открыт под лицензией BSD и опубликован на GitHub.